# Barrier
Barrier és un volcà escut situat a la Gran Vall del Rift, al nord de Kenya. Se sap que ha entrat en erupció per última vegada al 31 de desembre de 1921.

## Topografia
El volcà Barrier — «barrera» en anglès— va rebre el seu nom a causa que forma una barrera al voltant de 20 km de llarg a través de la Vall del Rift de Kenya. Té 15 km d'amplada i separa el llac Turkana al nord, i la vall del Suguta i el petit llac Logipi al sud.

## Geologia
El complex volcànic està format per quatre volcans diferents. D'oest a est són el Kalolenyang, el Kakorinya, el Likaiu West i el Likaiu East. Les roques són principalment de basalt. Al voltant del 90% del volum és traquita.
El Kakorinya és el més jove del grup i forma el centre del complex, amb un cràter circular ben conservat. Els 3,8 km d'ample de la caldera del cim del Kakorinya es va formar fa uns 92.000 anys.
Gran part del sòl de la caldera està plena de traquita, de doms de lava de fonolita i de fluxos que van esclatar recentment dins de la caldera i al llarg de la seva fractura de l'anell. Al nord i als flancs sud del complex volcànic hi ha cons d'escòria i fluxos de lava de principis de l'Holocè.
En els segles xix i xx s'han produït erupcions explosives i fluxos de lava al costat nord i del con d'Andrew, al costat sud del Kakorinya. L'última erupció coneguda va ser el 31 de desembre de 1921.